# Station Radoszki
Station Radoszki was een spoorwegstation in de Poolse plaats Radoszki.